# Canottaggio ai Giochi della X Olimpiade - Due senza maschile
La competizione del due senza maschile dei Giochi della X Olimpiade si è svolta dal 9 al 13 agosto 1932 al Long Beach Marine Stadium, Long Beach.

## Risultati

### Batterie
Su disputarono il 9 agosto. Il vincitore di ciascuna batteria in finale, i restanti al recupero.
| Pos. | Nazione     | Atleti                                 | Tempo  |
| ---- | ----------- | -------------------------------------- | ------ |
| 1    | Polonia     | Henryk Budziński Jan Krenz-Mikołajczak | 7'53"4 |
| 2    | Francia     | Marcel Vandernotte Fernand Vandernotte | 7'54"6 |
| 3    | Stati Uniti | Thomas Clark Eugene Clark              | 8'03"2 |

| Pos. | Nazione       | Atleti                          | Tempo  |
| ---- | ------------- | ------------------------------- | ------ |
| 1    | Gran Bretagna | Hugh Edwards Lewis Clive        | 7'47"0 |
| 2    | Nuova Zelanda | Cyril Stiles Fred Thompson      | 7'50"2 |
| 3    | Paesi Bassi   | Godfried Roëll Pieter Roelofsen | 7'51"8 |

### Recupero
Si disputò l'11 agosto. I primi due in finale.
| Pos. | Nazione       | Atleti                                 | Tempo  |
| ---- | ------------- | -------------------------------------- | ------ |
| 1    | Paesi Bassi   | Godfried Roëll Pieter Roelofsen        | 8'10"0 |
| 2    | Nuova Zelanda | Cyril Stiles Fred Thompson             | 8'11"4 |
| 3    | Francia       | Marcel Vandernotte Fernand Vandernotte | 8'13"0 |
| 4    | Stati Uniti   | Thomas Clark Eugene Clark              | 8'23"0 |

### Finale
Si disputò il 13 agosto.
| Pos.    | Nazione       | Atleti                                 | Tempo  |
| ------- | ------------- | -------------------------------------- | ------ |
| Oro     | Gran Bretagna | Hugh Edwards Lewis Clive               | 8'00"0 |
| Argento | Nuova Zelanda | Cyril Stiles Fred Thompson             | 8'02"4 |
| Bronzo  | Polonia       | Henryk Budziński Jan Krenz-Mikołajczak | 8'08"2 |
| 4       | Paesi Bassi   | Godfried Roëll Pieter Roelofsen        | 8'08"4 |